# 한국대두가공협회
한국대두가공협회는 국내 대두유 및 대두박 가공업의 건전한 발전도모를 목적으로 1988년 9월 19일 설립된 대한민국 농림수산식품부 소관의 사단법인이다. 사무실은 서울특별시 서초구 방배동 1669, 성산빌딩 703호에 있다.

## 주요 사업
- 채유 및 탈지대두박용 대두 시장접근물량 관리 및 수입추천업무
- 대두 및 제품(대두유, 대두박) 수급상황 보고
- 국제 유지관련 세미나 주선(동아시아 5개국 유지류 세미나)
- 제품 품질향상을 위한 대두가공기술 세미나 개최
- 국제화에 따른 각종 해외정보 수집 및 홍보활동
- 대두 가공산업에 대한 제반 통계조사 및 자료수집 분석 제공
- 대두 가공업의 건전한 발전을 위한 대정부 건의 및 관계기관과의 협조
- 국내 콩 증산시책 등에 협조 등